# Tristan-Stein

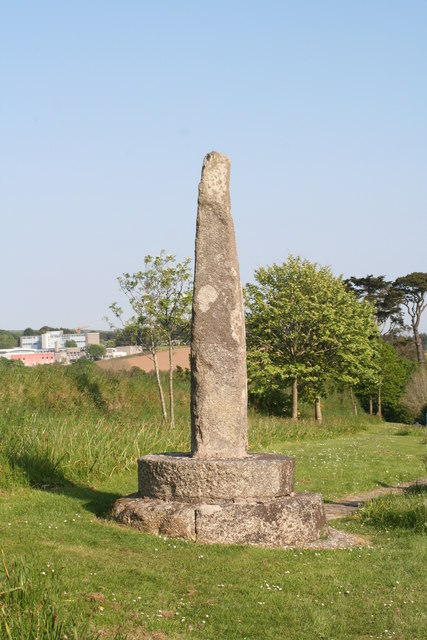
Der Tristan-Stein bei Fowey

Der Tristan-Stein ist ein Menhir (englisch Standing Stone) aus dem 6. Jahrhundert, der sich in der Nähe von Fowey an der Südküste von Cornwall befindet und wegen seiner lateinischen Inschrift bekannt wurde: DRVSTANVS HIC IACIT CVNOMORI FILIVS, die übersetzt lautet: „Hier liegt Drustanus, des Cunomorus Sohn“. Viele Autoren sehen diese Inschrift im Zusammenhang mit der Tristan-und-Isolde-Sage.

## Befund
Nach Craig Weatherhill befand sich der Monolith ursprünglich einige Kilometer entfernt, zwei Meilen nördlich von Castle Dore, einer eisenzeitlichen doppelten Ringwallanlage aus dem 2. Jahrhundert v. Chr., die nach Grabungsergebnissen von 1936/37 und dem Fund von Pfostenlöchern im 6. Jahrhundert n. Chr. wiederbenutzt wurde.
Der Menhir ist etwa 2,7 m hoch und steht auf einem neuzeitlichen Sockel, gebildet aus einem Mühlstein und darunter befindlichen verwitterten behauenen Steinen. Richard Carew erwähnte den Monolith erstmals in seinem Werk Survey of Cornwall 1602, ohne auf die Inschrift einzugehen. Der Monolith trägt auf der einen Seite eine Inschrift, auf der anderen Seite unterhalb der Spitze ein reliefiertes christliches Tau-Kreuz in Form des griechischen Tau, das ins 6. Jahrhundert verweist.

## Die Inschrift

Inschrift des Menhirs

Die vertikal verlaufende zweizeilige Inschrift ist abgewittert, so dass eine zweifelsfreie Lesung unmöglich ist. Auffallend sind die Ligaturen, das spiegelverkehrte D bei Drustanus, sowie das kopfstehende M bei Cunomorus. William Borlase, der die Inschrift 1769 in Antiquities of the County of Cornwall publizierte, las CIRVSIVS HIC IACIT CVNOWORI FILIVS. Spätestens seit den 1960er Jahren wird die Inschrift jedoch als DRUSTANUS HIC IACIT CUNOMORI FILIUS gedeutet.

## Sage
Die Inschrift bot Anlass für Spekulationen im Zusammenhang mit der Tristan-und-Isolde-Sage. So wird Drustanus als latinisierte Form des Namens Tristan angesehen. Ein König Mark oder Marcus war nach der Handschrift eines bretonischen Mönches aus dem 9. oder 10. Jahrhundert ein König von Dumnonia, der auch Cunomurus (Cynfawr) genannt wurde („quem alio nomine Quonomorium vocant“) und als Vater Tristans galt. Bei einer möglichen Gleichsetzung wäre auch nach der Inschrift des Menhirs ein Cunomorus oder Marke, im Gegensatz zur Sage, der Vater Tristans, bevor er zum Onkel wurde.
Da die Inschrift in das 6. Jahrhundert datiert wird, fällt sie in den Zeitraum der Sage. Es kommt hinzu, dass sich der Menhir ursprünglich in der Nähe von Castle Dore befand. Dieses wird manchmal als Wohnsitz von König Marke bezeichnet, obwohl in den Bearbeitungen des Stoffes meist Tintajol / Tintagel genannt wird, das auch als Regierungssitz von König Artus gilt.